# Csíkkozmás község
Csíkkozmás község (románul: Comuna Cozmeni) község Hargita megyében, Romániában. Központja Csíkkozmás, hozzá tartozik Lázárfalva.

## Népessége
A 2011-es népszámlálás adatai alapján a község népessége 2115 fő volt.

## Története
A község 2002-ben létesült, előtte falvai Csíkszentmárton községhez tartoztak.